# Füllsel (Küche)
In der Küchensprache wird eine (Fleisch-)Füllung für Braten oder andere Gerichte als Füllsel (oder Fünsel, auch Finsel) oder Farce bezeichnet, wie auch die Füllung von Wurstwaren (Brät) oder Pasteten. Das Fleisch wird mit Speck, Innereien und anderen Begleitstoffen, wie Eis, Milch, Brot usw. gehackt, im Fleischwolf gemahlen oder Kutter zerschnitten und mit Salz und Gewürzen vermengt. Eventuell werden der fein gemahlenen Masse noch Speckwürfeln oder größere Fleischstücke (auch Zungen- oder Schinkenwürfel) zugemischt.
Neben den Fleischfüllungen als Farce gibt es jedoch auch verschiedene rein vegetarische Füllsel, mit denen dann sowohl Fleischgerichte wie auch verschiedene Gemüsesorten, zum Beispiel Tomaten, Zwiebeln, Kohlrouladen, gefüllt werden können.
Dieses Füllsel wird auch zum Füllen des Spanferkels oder von Geflügel verwendet und anschließend auch separat mit dem Braten am Tisch gereicht. Dazu wird am Rhein auch gerne Federweißer getrunken.
In Schleswig-Holstein gibt es ein speziell zu Weihnachten beliebtes Füllsel zur gebratenen Ente, das aus eingeweichten Brötchen, Rosinen und Äpfeln besteht.